# Senado (Haiti)
O Senado (em francês:  Sénat) é a câmara superior da legislatura bicameral do Haiti, a Assembleia Nacional. A câmara inferior da Assembleia Nacional é a Câmara dos Deputados. O Senado é composto por trinta senadores, com três membros de cada um dos dez departamentos administrativos. Antes da criação do departamento de Nippes em 2003, havia vinte e sete assentos. Os senadores são eleitos por voto popular para mandatos de seis anos, sendo um terço eleito a cada dois anos. Não há limites de mandatos para os senadores, pois eles podem ser reeleitos indefinitivamente.
Após as eleições de 2000, vinte e seis dos então vinte e sete assentos foram ocupados pelo partido Fanmi Lavalas, do ex-presidente haitiano Jean-Bertrand Aristide. O Senado não estava em sessão após a destituição do governo Aristide em fevereiro de 2004. Um governo interino foi posto em prática após a rebelião, e os senadores restantes não foram reconhecidos durante esse período. O Senado foi restabelecido, e as eleições se realizaram em 21 de abril de 2006. As próximas eleições foram agendadas para ocorrer em 2008, quando um terço dos assentos do Senado estava em aberto.
Em 2015, o Senado foi reduzido a apenas dez membros, e a Câmara dos Deputados foi fechada porque as eleições para substituir um terço dos senadores e todos os deputados em 2013 foram adiadas indefinitivamente, fazendo com que senadores e deputados terminassem seu mandato em janeiro de 2015, sem qualquer substituição. Isso provocou desestruturação da Assembleia Nacional. Nas eleições parlamentares em 2015, desses dois terços eram para ser preenchidos com novos membros eleitos, completando os trinta senadores.

## Eleições mais recentes
Eleições parlamentares do Haiti em 2015
|                                              | Truth (VÉRITÉ)                               | 0                                            | 3                                            | 3  |
|                                              | Konvansyon Inite Demokratik (KID)            | 0                                            | 3                                            | 3  |
|                                              | Partido Haitiano Tèt Kale (PHTK)             | 0                                            | 6                                            | 6  |
|                                              | Organização do Povo em Luta (OPL)            | 0                                            | 1                                            | 1  |
|                                              | Fanmi Lavalas (FL)                           | 0                                            | 1                                            | 1  |
|                                              | Haiti em Ação (AAA)                          | 1                                            | 0                                            | 1  |
|                                              | Pont                                         | 0                                            | 1                                            | 1  |
|                                              | Platfòm Pitit Desalin                        | 0                                            | 1                                            | 1  |
|                                              | Liga Dessalinienne (LIDE)                    | 1                                            | 0                                            | 1  |
| Total                                        | Total                                        | 2                                            | 12                                           | 14 |
| Assentos ainda não concedidos                | Assentos ainda não concedidos                | Assentos ainda não concedidos                | Assentos ainda não concedidos                | 9  |
| Assentos não disputados nas eleições de 2015 | Assentos não disputados nas eleições de 2015 | Assentos não disputados nas eleições de 2015 | Assentos não disputados nas eleições de 2015 | 9  |
| Total de assentos                            | Total de assentos                            | Total de assentos                            | Total de assentos                            | 30 |
| Fontes: ,                                    |                                              |                                              |                                              |    |

## Lista de presidentes do Senado
| Nome                                    | Início do mandato       | Fim do mandato          | Partido       |
| --------------------------------------- | ----------------------- | ----------------------- | ------------- |
| César Télémaque                         | 31 de dezembro de 1806  | Fevereiro de 1807       |               |
| Jean-Louis Barlatier                    | Março de 1807           | Abril de 1807           |               |
| Louis-Auguste Daumec                    | Abril de 1807           | Maio de 1807            |               |
| Théodat Trichet                         | Junho de 1807           | 1807                    |               |
| Guy Joseph Bonnet                       | 1808                    | 4 de março de 1808      |               |
| Gabriel David Troy                      | 4 maço de 1808          | Abril de 1808           |               |
| Jean-Louis Larose                       | Maio de 1808            | Junho de 1808           |               |
| Pierre Charles Lys                      | Julho de 1808           | Agosto de 1808          |               |
| Philippe Bourjolly-Modé                 | Setembro de 1808        | 18 de novembro de 1808  |               |
| Louis-Auguste Daumec                    | 18 de novembro de 1808  | ?                       |               |
| Jean-Louis Larose                       | ?                       | Abril de 1811           |               |
| Louis Leroux                            | Maio de 1811            | 1811                    |               |
| Jean-Auguste Voltaire                   | 1812                    | 1812                    |               |
| Jean-Louis Larose                       | 1812                    | ?                       |               |
| Pierre Charles Lys                      | 1813                    | 1813                    |               |
| Jean-Auguste Voltaire                   | 1813                    | ?                       |               |
| Jean-Louis Larose                       | 1814                    | 1814                    |               |
| Louis Leroux                            | 1814                    | Julho de 1814           |               |
| Jean-Louis Larose                       | Agosto de 1814          | 1814                    |               |
| Jean-Auguste Voltaire                   | 1814                    | Dezembro de 1814        |               |
| Jean-Louis Larose                       | Dezembro de 1814        | 1815                    |               |
| Pierre Charles Lys                      | 1815                    | 1815                    |               |
| Joseph Neptune                          | 1815                    | Janeiro de 1816         |               |
| Casimir Célestin Panayoty               | Janeiro de 1816         | 1816                    |               |
| Jean-Baptiste Bayard                    | 1816                    | ?                       |               |
| Pierre Simon                            | 1817                    | Agosto de 1817          |               |
| Jean-Louis Larose                       | Agosto de 1817          | ?                       |               |
| Amédé Gayot                             | 1821                    | ?                       |               |
| Jean-François Lespinasse                | 1828                    | ?                       |               |
| Jean-Baptiste Bayard                    | ?                       | 1834                    |               |
| Joseph Georges                          | Junho de 1834           | Julho de 1834           |               |
| Noël Vialet                             | Julho de 1834           | 1835                    |               |
| Charles T. Cupidon                      | 1835                    | Junho de 1835           |               |
| Pierre André                            | Julho de 1835           | ?                       |               |
| Louis D. Gilles                         | 1836                    | Agosto de 1836          |               |
| Eustache Frémont                        | Setembro de 1836        | Outubro de 1836         |               |
| Jean-Pierre Oriol                       | Novembro de 1836        | ?                       |               |
| Jose Joachim Del Monte                  | 1837                    | 1837                    |               |
| Beaubrun Ardouin                        | 1837                    | ?                       |               |
| Amédé Gayot                             | 1838                    | 1838                    |               |
| Charles Bazelais                        | 1838                    | 1838                    |               |
| Beaubrun Ardouin                        | 1838                    | 1839                    |               |
| Michel Dupont                           | ?                       | 7 de junho de 1874      |               |
| Dasny Labonté                           | 1875                    | ?                       |               |
| Louis Audain                            | 1876                    | ?                       |               |
| Aristide Flambert                       | 1877                    | ?                       |               |
| François Hippolyte                      | 1878                    | Julho de 1878           |               |
| Darius Denis                            | Julho de 1878           | 1879                    |               |
| Morin Montasse                          | 1879                    | ?                       |               |
| Innocent Michel-Pierre                  | 1880                    | ?                       |               |
| Morin Montasse                          | 1883                    | 1884                    |               |
| Brunis Maignan                          | 1885                    | 1888                    |               |
| Néré Numa                               | 1889                    | ?                       |               |
| Dr. Massillon A. Aubry                  | 1890                    | ?                       |               |
| Charles Archin                          | 1891                    | 1891                    |               |
| Dulciné Jean-Louis                      | 1891                    | ?                       |               |
| Brunis Maignan                          | 1892                    | 1893                    |               |
| Alexis Dérac                            | 1894                    | ?                       |               |
| Pierre-Antoine Stewart                  | 1895                    | 1896                    |               |
| Cadestin Robert                         | 1897                    | ?                       |               |
| Vaillant Guillaume                      | 1898                    | 1899                    |               |
| Guillaume                               | ? - 1901                | 1901 - ?                |               |
| Pétion Pierre-André                     | ? - 1904                | 1904 - ?                |               |
| T. A. Dupiton                           | ? - 1906                | 1907 - ?                |               |
| François Paulinus Paulin                | 1909                    | 1911                    |               |
| Davilmar Theodore                       | 1911                    | 1912                    |               |
| Philippe Sudré Dartiguenave             | 1913                    | 1914 - ?                |               |
| Stephen Archer                          | 1915                    | ?                       |               |
| Paul Laraque                            | 1916                    | 1916                    |               |
| Anulado                                 | 1916                    | 1918                    |               |
| Fouchard Martineau                      | ? - 1931                | 1934 - ?                |               |
| Louis S. Zéphirin                       | 1935                    | 1940 - ?                |               |
| Alfred Nemours Auguste                  | 1943                    | 1946                    |               |
| Jean Bélizaire                          | 1946                    | 1949 - ?                |               |
| Charles Fombrun                         | ? - 1951                | 1955 - ?                |               |
| Charles Fombrun                         | 9 de abril de 1956      | 7 de fevereiro de 1957  |               |
| Emile Saint-Lot                         | 1957                    | 1957                    |               |
| Hugues Bourjolly                        | 1957                    | 1958 - ?                |               |
| Antoine Marthold                        | 1959                    | 1961                    |               |
| Anulado                                 | 1961                    | Janeiro de 1988         |               |
| Louis J. Noisin                         | Janeiro de 1988         | Junho de 1988           |               |
| Não houve nenhuma legislatura           | Junho de 1988           | Fevereiro 1991          |               |
| Déjean Belizaire                        | ? - dezembro de 1991    | 31 de janeiro de 1993   | MNP 28        |
| Firmin Jean-Louis e Thomas Eddy Dupiton | 31 de janeiro de 1993   | 4 de fevereiro de 1994  | FNCD          |
| Bernard Sansaricq                       | 4 de fevereiro de 1994  | Outubro de 1994         |               |
| Firmin Jean-Louis                       | Outubro de 1994         | 13 de outubro de 1995   | FNCD          |
| Edgard Leblanc                          | 13 de outubro de 1995   | 2000                    | OPL           |
| Yvon Neptune                            | 28 de agosto de 2000    | 14 de março de 2002     | Fanmi Lavalas |
| Fourel Célestin                         | 27 de março de 2002     | Agosto de 2003          | Fanmi Lavalas |
| Yvon Feuillé                            | ?                       | Janeiro de 2004         |               |
| Não houve nenhuma legislatura           | Janeiro de 2004         | Maio de 2006            |               |
| Joseph Lambert                          | 11 de maio de 2006      | 2006                    | Lespwa        |
| Kely Bastien                            | Janeiro de 2008         | 2011                    | Lespwa        |
| Jean Rodolphe Joazile                   | 24 de janeiro de 2011   | 9 de janeiro de 2012    | Pont          |
| Simon Dieuseul Desras                   | 9 de janeiro de 2012    | 12 de janeiro de 2015   | Lavni         |
| Riché Andris                            | 12 de janeiro de 2015   | 14 de janeiro de 2016   | Alternativa   |
| Jocelerme Privert                       | 14 de janeiro de 2016   | 14 de fevereiro de 2016 | INITE         |
| Ronald Larêche                          | 14 de fevereiro de 2016 | 13 de janeiro de 2017   | VÉRITÉ        |
| Youri Latortue                          | 13 de janeiro de 2017   | 9 de janeiro de 2018    | AAA           |
| Joseph Lambert                          | 9 de janeiro de 2018    | 17 de janeiro de 2019   | KONA          |
| Carl Murat Cantave                      | 17 de janeiro de 2019   | Em exercício            | KID           |